# أوسكار توريس (لاعب كرة قدم)
أوسكار توريس (بالإسبانية: Óscar Torres)‏ (6 أبريل 1995 بمدينة مكسيكو في المكسيك - ) هو لاعب كرة قدم مكسيكي في مركز الدفاع. لعب مع نادي باتشوكا.

## وصلات خارجية
- أوسكار توريس على موقع قاعدة بيانات كرة القدم.إي يو (الإنجليزية)
- أوسكار توريس على موقع Soccerway.com (الإنجليزية)
- أوسكار توريس على موقع عالم كرة القدم.نت (الإنجليزية)